# Hydra 70
Hydra 70, nebo také Hydra-70 je americká letecká neřízená, nadzvuková, modulární raketa ráže 70 mm, stabilizovaná rotací a křidélky, určená pro útok na pozemní cíle. Raketa Hydra 70 je široce rozšířena mezi ozbrojenými silami USA, členy NATO a dalšími zeměmi.
Hydra 70 je modulární a je možné kombinovat s různými bojovými hlavicemi a v pozdějších verzích je také možné ji vybavit naváděcími systémy.
Fyzicky je zaměnitelná s kanadskou raketou CRV7.

## Historie

### Vývoj

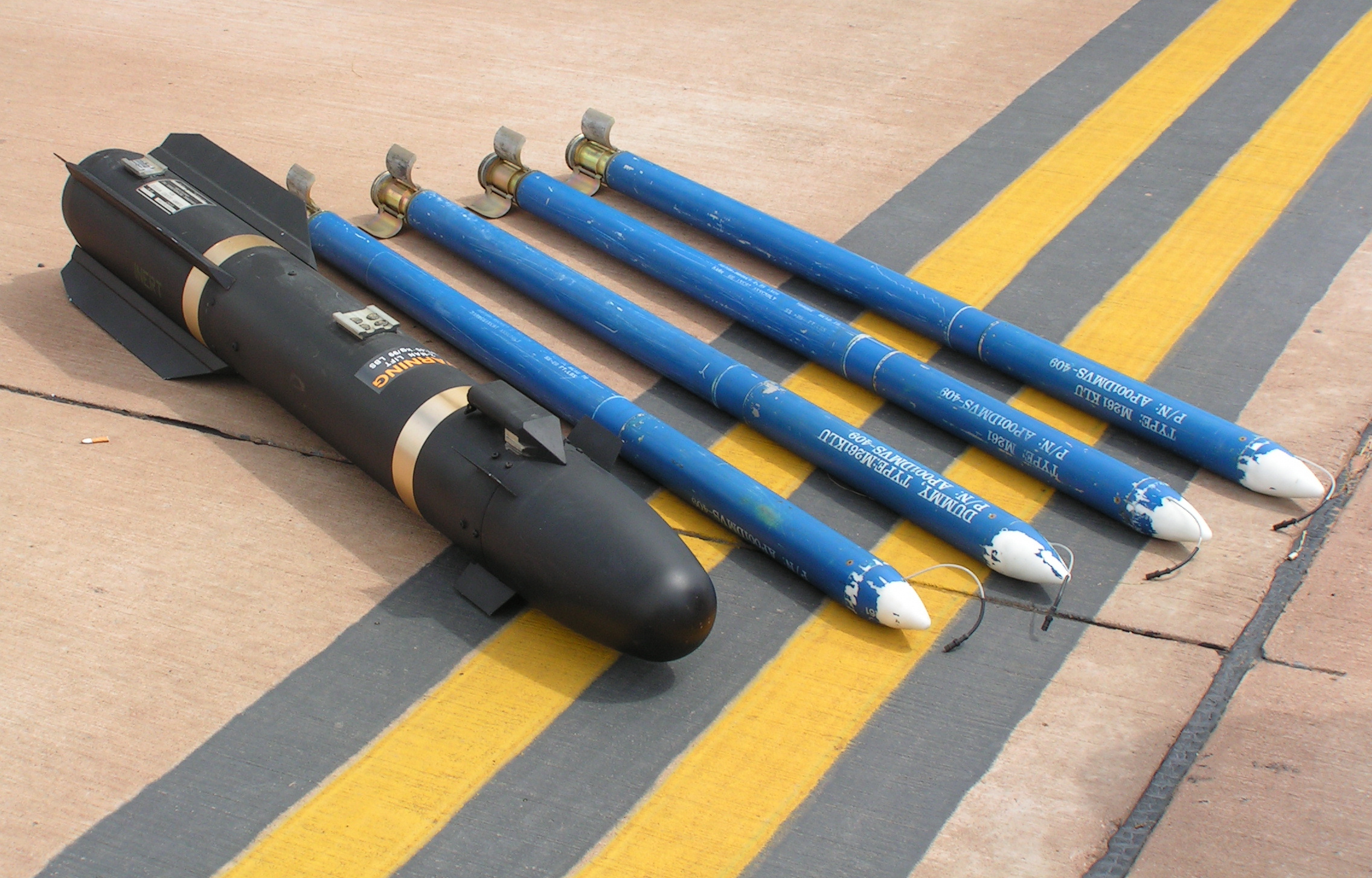
Srovnání cvičných AGM-114 Hellfire a čtyř raket Hydra 70

Hydra 70 je odvozena z původní rakety Mk 4/Mk 40 Folding-Fin Aerial Rocket (FFAR) Mighty Mouse, vyvinuté ke konci roku 1940 pro námořnictvo (US Navy), která pak byla intenzivně používána během Korejské války a Vietnamské války na letadlech a vrtulnících.
Vývoj Hydra 70 iniciovala americká pozemní armáda, která hledala náhradu za Mk 4/Mk 40 FFAR, určenou jak pro běžné letouny a také pro helikoptéry.
Oproti původní Mk 4/Mk 40 FFAR byl použit delší raketový motor Mk 66 s větším výkonem a menší kouřivostí motoru. Výstupní tryska byla změněna, aby udělila raketě rotaci ještě z vypouštěcí tuby. Trup rakety v místě se stabilizačními křidélky menší průměr aby měla raketa po celé délce stejný průměr trupu 70 mm. Stabilizační křidélka rakety jsou přitisknuta k trupu a rozevírají se do stran. Tento systém rozevírání křidélek se označuje jako WAFAR (Wrap-Around Fin Aerial Rocket).
Díky výše uvedeným změnám má Hydra 70 oproti Mk 4/Mk 40 FFAR delší dolet a přesnost.

### Výroba
První verze Hydra 70, byla připravena již v roce 1972, s motorem Mk 66 Mod 0, ale nebyla sériově vyráběna. První produkční rakety Hydra 70 byly osazeny motorem Mk 66 Mod 1 pro US Army v roce 1981. Pro USAF a US Navy byly vyráběny až rakety Hydra 70 s motory Mk 66 Mod 2, které byly odolné proti bludným elektromagnetickým polím, vyzařovanými palubními radary, jež mohly iniciovat zapálení raketového motoru.
Pro všechny tři složky byla vyráběna až Hydra 70 s motorem Mk 66 Mod 4.
Aktuální model Hydry 70 je s motorem Mk 66 Mod 6.

## Naváděná Hydra 70
Delší dobu různí výrobci usilovali o návrh levné naváděné střely, založené na raketě Hydra 70. Toto se však povedlo dotáhnout do konce až dvěma platformám, které jsou již po roce 2010 vyráběny a používány v bojových misích:
- Advanced Precision Kill Weapon System (APKWS)[5]
- Raytheon TALON[6]

APKWS je první úspěšná konverze Hydry 70 na řízenou střelu, včetně operačního nasazení při bojových misích od května 2012 v Afghánistánu.
Talon je vyráběn pro Spojené arabské emiráty od září 2014.

## Nosiče
Rakety Hydra 70 je možné vypouštět z následujících strojů:
- Hughes AH-64 Apache
- Bell UH-1 Iroquois
- Bell AH-1 Cobra
- OH-58 Kiowa
- TAI/AgustaWestland T129
- Eurocopter Tiger
- A-10 Thunderbolt II
- UH-60 Black Hawk
- MH-6 Little Bird
- F-16 Fighting Falcon
- F/A-18 Hornet
- AV-8B Harrier II
- Mil Mi-24 (Ukrajina integrovala raketnice M261 na původně české Mi-24V Hind-E)

Letouny jsou vybaveny vypouštěcími kontejnery pro 7, nebo 19 raket.

## Uživatelé

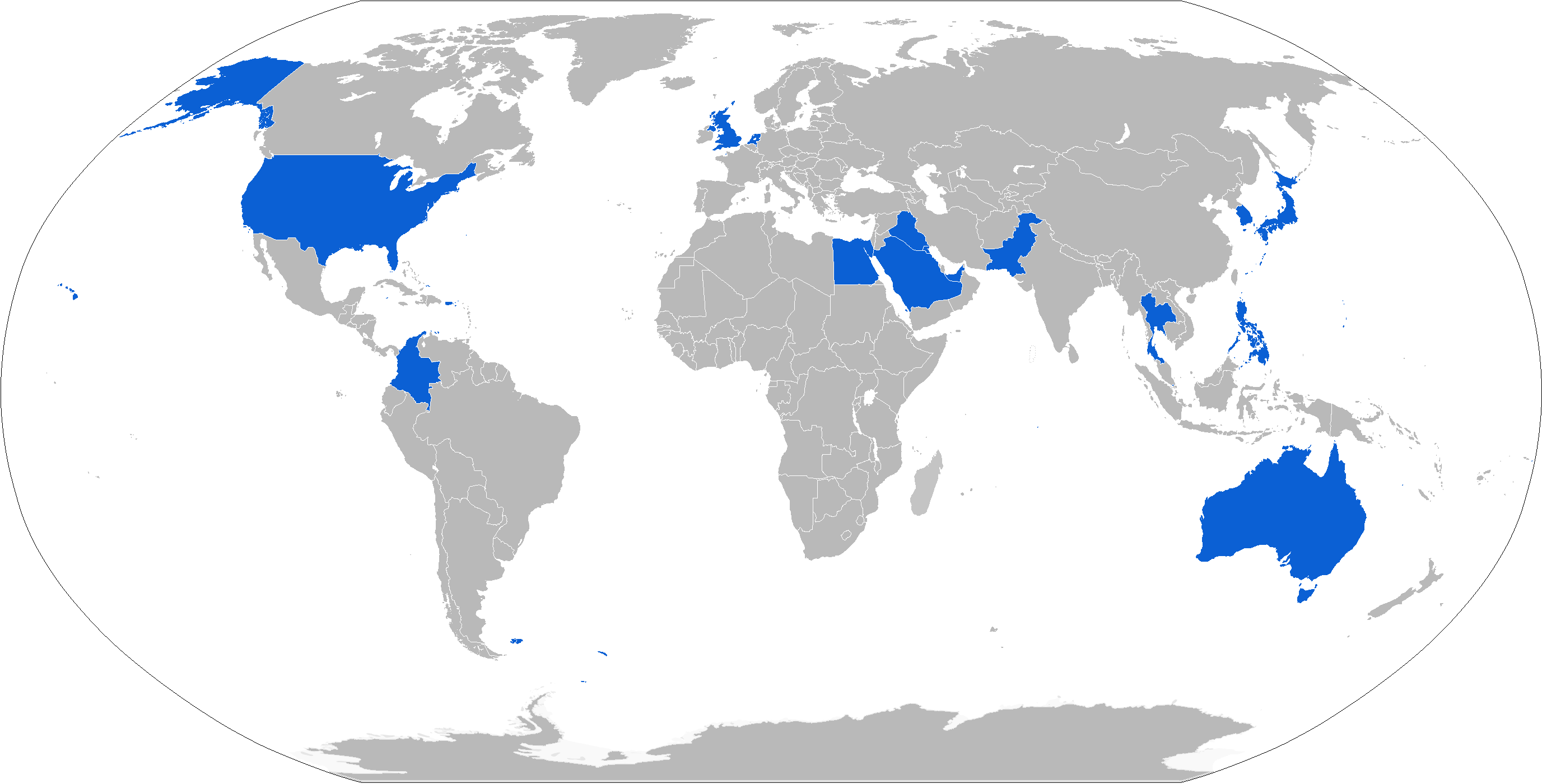
Přehled uživatelů

- Indie
- Filipíny
- Jižní Korea
- Saúdská Arábie
- Austrálie
- Spojené království
- Ukrajina[7]
- USA